# Batwoman (série télévisée)
Batwoman est une série télévisée américaine en 51 épisodes de 42 minutes créée par Caroline Dries, diffusée simultanément entre le 6 octobre 2019 et le 2 mars 2022 sur le réseau The CW aux États-Unis et sur Showcase au Canada. Elle fait partie de l'univers partagé, connu sous le nom d’Arrowverse.
En France, elle est diffusée depuis le 5 novembre 2020 sur Warner TV, et au Québec depuis le 27 septembre 2021 sur AddikTV. Néanmoins, elle reste inédite dans les autres pays francophones.

## Synopsis
Alors que Batman a abandonné Gotham City depuis trois ans, Kate Kane, cousine de Bruce Wayne, tente de lutter contre ses démons pour sécuriser les rues de la ville et devenir un symbole d'espoir avec le costume de Batwoman.

## Distribution

### Acteurs principaux
- Ruby Rose[5] (VF : Vanessa Van-Geneugden) (saison 1) : Kate Kane / Batwoman
- Javicia Leslie (en) (VF : Déborah Claude) : Ryan Wilder / Batwoman (depuis la saison 2)
- Meagan Tandy (VF : Flora Kaprielian) : Sophie Moore
- Camrus Johnson (VF : Martin Faliu) : Luke Fox
- Nicole Kang (VF : Karine Foviau) : Mary Hamilton, demi-sœur de Kate
- Rachel Skarsten (VF : Audrey Sourdive) : Alice / Beth Kane
- Victoria Cartagena (en) (VF : Céline Ronté) : Renee Montoya (saison 3)
- Robin Givens (VF : Armelle Gallaud) : Jada Jet (saison 3)
- Nick Creegan (VF : Arthur Khong) : Marquis Jet (saison 3)

Photos des acteurs principaux
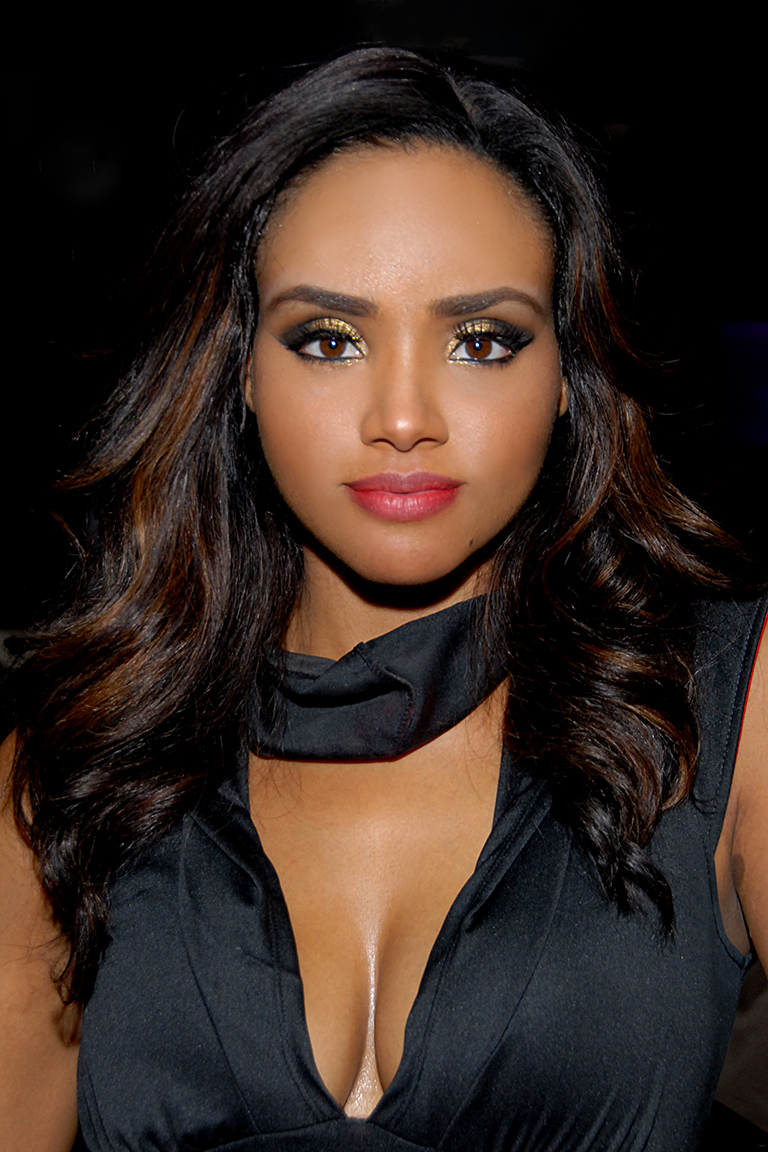
Meagan Tandy interprète Sophie Moore
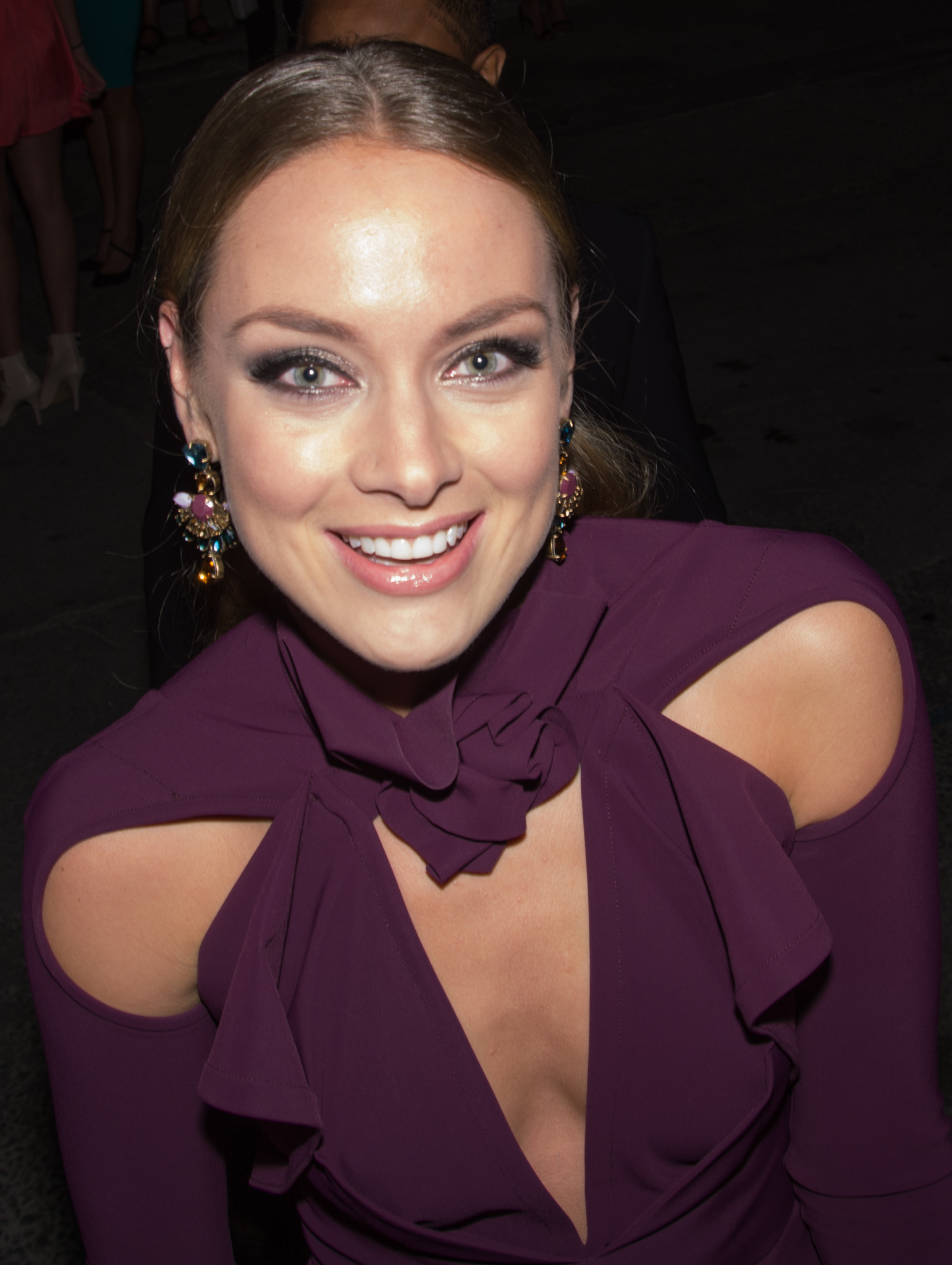
Rachel Skarsten interprète Alice

### Anciens acteurs principaux
- Elizabeth Anweis (VF : Magali Barney) : Catherine Hamilton-Kane, belle-mère de Kate[6] (saison 1)
- Dougray Scott (VF : Guillaume Orsat) : Jacob Kane, le père de Kate[7] (saisons 1 et 2)

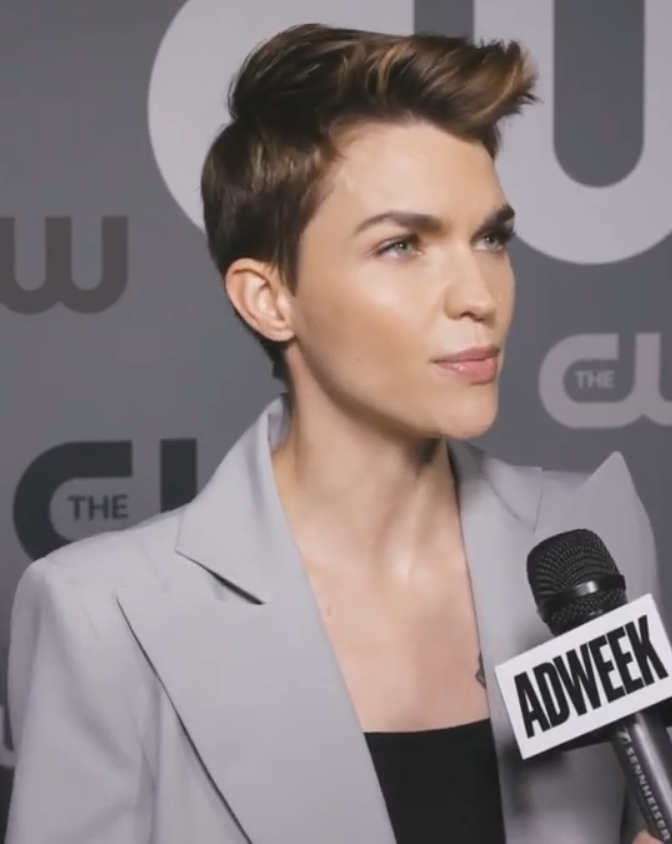
Ruby Rose incarnait Kate Kane / Batwoman jusqu'au 1.20
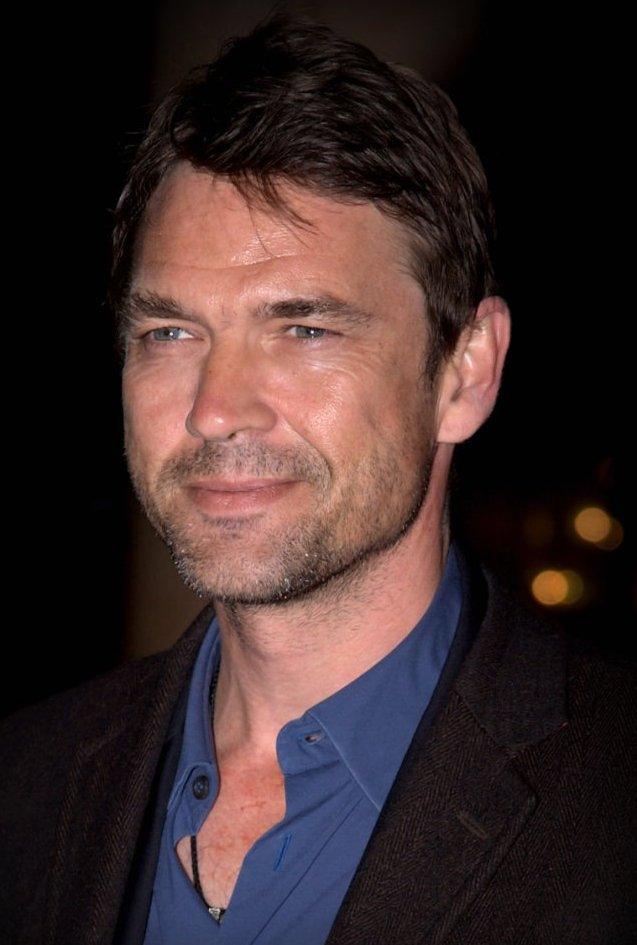
Dougray Scott incarnait Jacob Kane le père de Kate, Beth et Mary.

### Acteurs récurrents
- Keeya King (VF : Marion Peronnet) : Jordan Moore (à partir de la saison 2)
- Lincoln Clauss (VF : Jonathan Gimbord) : Evan Blake / Wolf Spider (à partir de la saison 2)

### Anciens acteurs récurrents
- Brendon Zub (VF : Stéphane Pouplard) : Chuck Dodgson (saison 1, épisodes 1 ; 2 ; 4 ; 5 ; 12)
- John Emmet Tracy (VF : Xavier Béja) : August Cartwright (saison 1, épisodes 5 ; 11 ; 12 ; 14 et 15)
- Sam Littlefield (VF : Valentin Merlet) : Mouse (saison 1, épisodes 5 à 7 ; 10 à 12 et 14 à 20)
- Gabriel Mann (VF : Olivier Augrond) : Tommy Elliot / Hush (saison 1, épisodes 3 ; 17 à 20)
- Peter Outerbridge (VF : Éric Legrand) : Roman Sionis / Black Mask (saison 2)
- Wallis Day (VF : Camille Donda) : Kate Kane / Circe Sionis (saison 2)
- Jesse Hutch (VF : Guillaume Desmarchelier) : Agent Russell Tavaroff (saison 2)
- Laura Mennell (VF : Laëtitia Lefebvre) : Dr Evelyn Rhyme / Enigma (en) (saison 2)
- Nathan Owens (VF : Xavier Couleau) : Ocean (saison 2)
- Leah Gibson (en) (VF : Adeline Moreau) : Tatiana / The Whisper (saison 2)
- Bevin Bru (VF : Noemie Orphelin) : Angelique Martin (saison 2)
- Shivani Ghai (VF : Charlotte Correa) : Safiyah Sohail (saison 2)
- Christina Wolfe (VF : France Renard) : Julia Pennyworth (saisons 1 et 2)
- Bridget Regan (VF : Flora Brunier) : Pamela Isley (saison 3)

### Invités
- Brianne Howey (VF : Claire Baradat) : Reagan (saison 1, épisodes 3 ; 4 ; 18 et 19)
- Rachel Matthews (VF : Audrey Sablé) : Margot Pye / Magpie (saison 1, épisodes 4 ; 17 et 18)
- Sebastian Roché (VF : Emmanuel Gradi) : Ethan Campell (saison 1, épisodes 8 ; 10 ; 12 et 14)
- Kevin Conroy (VF : Emmanuel Jacomy) : Bruce Wayne (saison 1, épisode 9)
- Tom Welling (VF : Tony Marot) : Clark Kent (saison 1, épisode 9)
- Erica Durance (VF : Véronique Desmadryl) : Lois Lane (saison 1, épisode 9)
- Kayla Ewell : Natalia Knight / Nocturna (saison 1, épisode 13)
- Warren Christie (VF : Franck Monsigny) : Bruce Wayne / Tommy Elliot (saison 1, épisode 20, saison 2 épisodes 1 et 15)
- Alex Morf (VF : Jérémy Prevost) : Victor Zsasz (saison 2, épisode 3 et saison 3, épisode 11)

#### Invités des séries du même univers
Arrow
- Stephen Amell (VF : Sylvain Agaësse) : Oliver Queen / Green Arrow (saison 1, épisode 9)
- Katherine McNamara (VF : Cindy Tempez) : Mia Smoak / Green Arrow II (saison 1, épisode 9)
- Audrey Marie Anderson (VF : Anne Massoteau) : Lyla Michaels / Harbinger (saison 1, épisode 9)
- LaMonica Garrett (VF : Florian Wormser) : Mar Novu / The Monitor (saison 1, épisode 9)
- David Ramsey (VF : Namakan Koné) : John « Dig » Diggle / Spartan (saison 2, épisode 16 et saison 3, épisode 9)

Flash
- Tom Cavanagh (VF : Serge Faliu) : Dr Harrison Wells / Nega-Flash / Pariah (saison 1, épisode 8)
- Grant Gustin (VF : Alexandre Gillet) : Barry Allen / Flash (saison 1, épisode 9)
- Candice Patton (VF : Jessica Monceau) : Iris West-Allen (saison 1, épisode 9)

Supergirl
- Melissa Benoist (VF : Zina Khakhoulia) : Kara Danvers / Supergirl (saison 1, épisode 9)
- Tyler Hoechlin (VF : Thibaut Lacour) : Clark Kent / Superman (saison 1, épisode 9)
- Bitsie Tulloch (VF : Pamela Ravassard) : Lois Lane (saison 1, épisode 9)
- Jon Cryer (VF : Lionel Tua) : Lex Luthor (saison 1, épisode 9)

Legends of Tomorrow
- Caity Lotz (VF : Anne-Charlotte Piau) : Sara Lance / White Canary (saison 1, épisode 9)
- Brandon Routh (VF : Adrien Antoine) : Ray Palmer / The Atom - Clark Kent / Superman (saison 1, épisode 9)
- Dominic Purcell (VF : Éric Aubrahn) : Mick Rory / Heat Wave (saison 1, épisode 9)
- Matt Ryan (VF : Axel Kiener) : John Constantine (saison 1, épisode 9)
- Wentworth Miller (VF : Xavier Fagnon) : Leonard Snart / Captain Cold (saison 1, épisode 9)
- Johnathon Schaech : Jonah Hex (saison 1, épisode 9)

## Production

### Développement
En juillet 2018, une nouvelle série liée à l'Arrowverse est annoncée, centrée sur Kate Kane/Batwoman, toujours sur The CW. Elle sera dirigée par Caroline Dries (connue pour The Vampire Diaries) avec Greg Berlanti, Sarah Schechter et Geoff Johns à la production.
Le 7 août 2018, la CW annonce que le personnage de Kate Kane / Batwoman fera sa première apparition dans le cadre du crossover annuel Arrowverse (Elseworlds) de The CW diffusée entre le 9 et le 11 décembre 2018,.
En janvier 2019, The CW commande un pilote qui sera tourné en mars à Vancouver comme les autres séries. Le 3 janvier, David Nutter (réalisateur du pilote d’Arrow et The Flash) a été engagé pour diriger le pilote de la série. Le 19 février, Marcos Siega remplace David Nutter pour diriger le pilote.
En mai 2019, la série est officiellement commandée sous son titre actuel pour une diffusion prévue à l'automne 2019. La chaîne confirme au passage que le personnage participera au crossover Crisis on Infinite Earths réunissant les autres séries de l'univers,. The CW dévoilent également une 1re bande-annonce.
Les producteurs exécutifs sont :
- Greg Berlanti (séries Arrow, Flash, Legends of Tomorrow, Supergirl, Vixen, Blindspot, Riverdale, Les Nouvelles Aventures de Sabrina, Black Lightning…),
- Caroline Dries (séries Vampire Diaries, Smallville),
- Geoff Johns (séries Flash, Titans, films Wonder Woman, Aquaman),
- Sarah Schechter (séries Arrow, Flash, Legends of Tomorrow, Supergirl, Black Lightning, Titans, Les Nouvelles Aventures de Sabrina…),
- Marcos Siega et David Nutter

Le 17 juin, la chaîne a annoncé que la série sera diffusée à partir du dimanche 6 octobre 2019 à 20 h, suivie de la première de la saison 5 de Supergirl à 21 h.
Le crossover annuel Arrowverse (Crisis on Infinite Earths) commencera le 8 décembre 2019 avec Supergirl puis Batwoman le 9 décembre suivi de Flash le 10 décembre 2019. Arrow et Legends of Tomorrow seront diffusés le 14 janvier 2020.
Le 25 octobre 2019, la chaine annonce ajouter neuf épisodes supplémentaires à la saison, soit un total de 22 épisodes pour la saison.
Le 7 janvier 2020, la chaîne The CW renouvelle la série pour une seconde saison.
Le 17 mars 2020, le site TV Line annonce qu'à la suite de l'arrêt des productions dû à la pandémie de Covid-19, plusieurs saisons seront écourtées et la première saison de Batwoman sera donc composée finalement de 19 épisodes produits, les trois restants dont le sort reste à définir. Finalement la première saison de Batwoman n'aura que 20 épisodes au lieu de 22. La seconde saison n'en aura que 18.
Le 3 février 2021, la série est officiellement renouvelée pour une troisième saison. Elle possédera seulement 13 épisodes.
Le 29 avril 2022, la CW annule la série après trois saisons.
En 2023, après la fin de la série Javicia Leslie reprendra son rôle dans la saison 9 de la série Flash après avoir déjà joué dans deux épisodes de la saison 8.

### Attribution des rôles
Le 7 août 2018, Ruby Rose a été choisie pour jouer le rôle de Kate Kane / Batwoman. Batwoman deviendra le premier personnage principal gay d'une série de super-héros,.
Le 25 janvier 2019, Meagan Tandy, Camrus Johnson et Nicole Kang rejoignent la série, respectivement dans les rôles de Sophie Moore, Luke Fox et Mary Hamilton, la demi-sœur de Kate Kane / Batwoman.
Le 7 février 2019, Rachel Skarsten a été choisie pour jouer le rôle principal d'Alice.
Le 19 février 2019, Dougray Scott rejoint le casting principal pour jouer le rôle de Jacob Kane, le père de Kate Kane / Batwoman.
Le 22 février 2019, Elizabeth Anweis jouera Catherine Hamilton-Kane, la belle-mère de Kate Kane.
En juillet 2019, il est annoncé que Burt Ward, interprète de Dick Grayson / Robin dans la série Batman des années 1960, fera une apparition dans la série Batwoman.
Le 19 mai 2020, Ruby Rose quitte la série. La production promet de recaster son rôle par une actrice ouvertement lesbienne. D'abord annoncé comme venant de Rose, la décision de son départ serait mutuelle entre la production et l'actrice, cette dernière ayant du mal à gérer l'emploi du temps du tournage d'une série et la vie à Vancouver, après sa blessure grave au dos. Début juin, la production annonce que le personnage de Kate Kane ne serait pas recasté et qu'un nouveau personnage sera introduit dans la saison 2, nommée Ryan Wilder, une femme au passé trouble. Au cours d'un panel lors de la convention ATX TV… from the couch, Caroline Dries, créatrice de la série, indique que cette décision a été prise afin de « respecter tout ce que Ruby a fait en tant que Kathy Kane ».
Le 8 juillet 2020, Javicia Leslie a été choisie pour jouer le rôle principal de Batwoman, en tant que personnage de Ryan Wilder. Elle devient ainsi la première actrice noire à interpréter Batwoman dans l'univers DC Comics.
En mars 2021, la production annonce que l'actrice Wallis Day reprendra le rôle de Kate Kane dans une version "altérée" à la suite des événements du personnage dans la série.
En mai 2021, l'acteur David Ramsey déclare qu'il ne réalisera pas d'épisode mais apparaîtra dans le seizième épisode dans lequel il reprendra son rôle de John Diggle.
En juin 2021, la showrunner confirme le départ des acteurs Dougray Scott et Wallis Day de la distribution principale et récurrente.

### Tournage
Le tournage de l'épisode pilote a débuté du 4 au 25 mars 2019 à Vancouver au Canada,. Un second tournage a eu lieu à Chicago dans l'État de l’Illinois.

### Fiche technique
- Titre : Batwoman
- Création : Caroline Dries
- Réalisation : Marcos Siega[36] (épisode pilote)
- Photographie : Robert McLachlan
- Montage : Paul Karasick et Finnian Murray
- Casting : David Rapaport
- Direction artistique : Alyssa King
- Producteurs : Jon Wallace (coproducteur)
  - Producteurs exécutifs : Caroline Dries; Greg Berlanti[37]; Sarah Schechter; Geoff Johns, David Nutter, Marcos Siega[15]
- Société de production : Berlanti Productions, Mad Ghost Productions, DC Entertainment, Warner Bros. Television
- Création des costumes : Maya Mani
- Musique : Sherri Chung, Blake Neely
- Pays d'origine :  États-Unis
- Langue originale : anglais

## Liste des épisodes

### Première saison (2019-2020)
1. Retour à Gotham (Pilot)
2. De terrier en terrier (The Rabbit Hole)
3. Batwoman sort de l'ombre (Down Down Down)
4. Une pie voleuse (Who Are You?)
5. Une longue et triste histoire (Mine Is a Long and a Sad Tale)
6. Le Bourreau (I'll Be Judge, I'll Be Jury)
7. Dis-moi la vérité (Tell Me the Truth)
8. Buvez-moi (A Mad Tea Party)
9. Crise sur les Terres infinies : Le livre de la destinée (Crisis on Infinite Earths: Hour Two)
10. Comme tout est bizarre aujourd'hui ! (How Queer Everything Is Today!)
11. Un cadeau de non-anniversaire (An Un-Birthday Present)
12. À toi de décider (Take Your Choice)
13. Nocturna (Drink Me)
14. Les Blessures du passé (Grinning From Ear to Ear)
15. Qu'on lui coupe la tête (Off With Her Head)
16. De l'autre côté du miroir (Through the Looking Glass)
17. Êtes-vous un héros ? (A Narrow Escape)
18. Question de confiance (If You Believe in Me, I'll Believe in You)
19. Un secret entre vous et moi (A Secret kept from All the Rest)
20. Ô, Souris ! (O, Mouse!)

### Deuxième saison (2021)
Cette deuxième saison de 18 épisodes a commencé le 17 janvier 2021.
1. Qu'est-il arrivé à Kate Kane ? (What Happened to Kate Kane?)
2. Antécédents criminels (Prior Criminal History)
3. Coryana (Bat Girl Magic!)
4. La Gentille voisine (Fair Skin, Blue Eyes)
5. Entrailles sur toile (Gore on Canvas)
6. Ne pas réanimer (Do Not Resuscitate)
7. Abandonnez les recherches (It's Best You Stop Digging)
8. Rien n'est impossible (Survived Much Worse)
9. Adieu, Kate Kane (Rule #1)
10. Libération conditionnelle (Time Off for Good Behavior)
11. Arrivez en vie (Arrive Alive)
12. Autodestruction activée (Initiate Self-Destruct)
13. Je vais te donner un indice (I'll Give You a Clue)
14. La Justice pour tous (…And Justice for All)
15. Purgatoire (Armed and Dangerous)
16. Double identité (Rebirth)
17. Kane, Kate (Kane, Kate)
18. Anarchie (Power)

### Troisième saison (2021-2022)
Note : Pour les informations de renouvellement voir la section Production.
Déplacée au mercredi soir, elle est diffusée depuis le 13 octobre 2021. Après la pause de fin d'année, elle revient le 13 janvier 2022.
1. Aussi fou que le Chapelier (Mad As a Hatter)
2. Une dent dans la nature (Loose Tooth)
3. Mister Freeze (Freeze)
4. Black Glove Society (Antifreeze)
5. Une leçon du professeur Pyg (A Lesson from Professor Pyg)
6. Montres-moi comme ton jardin fleurit (How Does Your Garden Grow?)
7. Poison Mary (Pick Your Poison)
8. Croire en sa destinée (Trust destiny)
9. Rencontrer sa créatrice (Meet your maker)
10. Toxique (Toxic)
11. Kiki roulette (Broken Toys)
12. Nous sommes tous fous ici (We're All Mad Here)
13. Tout le monde s'éclate ? (Are We Having Fun Yet?)

## Crossovers
L’Arrowverse est un univers de fiction partagé centré sur plusieurs séries télévisées diffusées sur le réseau The CW.
La première série télévisée incluse dans l'Arrowverse est Arrow, fondée sur le personnage de Green Arrow, qui a débuté en octobre 2012. L'univers s'est élargi avec la série Flash en octobre 2014, qui est fondée sur Barry Allen / Flash, puis en août 2015, avec la série d'animation Vixen sur CW Seed, et à nouveau avec la série en live action de l'équipe Legends of Tomorrow en janvier 2016. La franchise a également rassemblé des séries télévisées DC Comics diffusées sur d'autres chaînes de télévision : Matt Ryan, l'acteur principal de Constantine, est ainsi apparu dans la quatrième saison d’Arrow. La série Supergirl, à la suite de son déplacement de CBS vers The CW, rejoint cet univers partagé en octobre 2016. Batwoman, qui est fondée sur Kate Kane / Batwoman, est la dernière en série à avoir rejoint l'Arrowverse en octobre 2019.